# Robert Förster
Robert Förster (ur. 27 stycznia  1978 w Markkleebergu) – niemiecki kolarz szosowy, zawodnik grupy UCI Professional Continental Teams UnitedHealthcare.
W zawodowym peletonie ściga się od 2001 roku. Wśród najważniejszych sukcesów znanego sprintera są trzykrotne etapowe zwycięstwa w Giro d'Italia i jedno zwycięstwo na etapie Vuelta a España.

## Najważniejsze osiągnięcia
- 2002
  - 1. miejsce na 6a etapie Circuito Montañés
  - 1. miejsce na 3. etapie Sachsen Tour
- 2003
  - 1. miejsce w Groningen-Münster
  - 1. miejsce na 1. etapie Rheinland-Pfalz Rundfahrt
- 2004
  - 1. miejsce w Groningen-Münster
- 2005
  - 1. miejsce na 4. etapie Niedersachsen-Rundfahrt
- 2006
  - 1. miejsce na 21. etapie Giro d'Italia
  - 1. miejsce na 5. etapie Ster Elektrotoer
  - 1. miejsce na 3. i 6. etapie Post Danmark Rundt
  - 1. miejsce na 1. etapie Circuit de la Sarthe
  - 1. miejsce na 15. etapie Vuelta a España
- 2007
  - 1. miejsce na 4. etapie Settimana internazionale di Coppi e Bartali
  - 1. miejsce na 3. i 5. etapie Giro d'Italia
  - 1. miejsce na 1. etapie Deutschland Tour
- 2008
  - 1. miejsce w Veenendaal–Veenendaal
  - 1. miejsce na 1. i 3. etapie Volta ao Algarve
  - 1. miejsce na 7. etapie Tour de Pologne
- 2009
  - 1. miejsce na 7. etapie Tour of Turkey
- 2010
  - 3. miejsce w Grote Scheldeprijs
- 2011
  - 1. miejsce na 8. etapie Tour de Langkawi
  - 1. miejsce na 2a etapie Vuelta a Asturias
  - 1. miejsce na 3. i 4. etapie Nature Valley Grand Prix
  - 1. miejsce na 4. etapie Tour of Qinghai Lake
  - 3. miejsce w Philadelphia International Championship
- 2013
  - 1. miejsce na 6. etapie Tour of Qinghai Lake